# 14 juin
Pour les articles homonymes, voir Quatorze-Juin.
14 mai 14 juillet
Chronologies thématiques
- Croisades
- Ferroviaires
- Sports
- Disney
- Anarchisme
- Catholicisme

Abréviations / Voir aussi
- (° 1852) = né en 1852
- († 1885) = mort en 1885
- a.s. = calendrier julien
- n.s. = calendrier grégorien
- Calendrier
- Calendrier perpétuel
- Liste de calendriers
- Naissances du jour

Le 14 juin est le 165e jour, moins souvent le 166e, de l'année du calendrier grégorien ; il en reste ensuite 200.
Son équivalent était généralement le 26 prairial du calendrier républicain ou révolutionnaire français, officiellement dénommé jour du jasmin.

## Événements

### XIesiècle
- 1097 : début du siège de Nicée pendant la première croisade.

### XIIesiècle
- 1158 : l'Augsburger Vergleich marque la fondation de Munich par Henri XII de Bavière.

### XIIIesiècle
- 1216 : Louis VIII de France conquiert Winchester, pendant la première guerre des barons.
- 1276 : Song Duanzong est intronisé empereur de Chine.

### XVIesiècle
- 1541 : mariage à Châtellerault de Guillaume de Clèves avec Jeanne d'Albret, nièce du roi de France en titre (et mère du futur Henri IV).

### XVIIesiècle
- 1645 : bataille de Naseby.
- 1658 : bataille des Dunes.
- 1667 : le raid sur la Medway s'achève par une victoire néerlandaise, et mène au traité de Bréda, qui met fin à la deuxième guerre anglo-néerlandaise.

### XVIIIesiècle
- 1775 : Création de l'US Army.
- 1777 : le Congrès approuve le « Stars and Stripes » comme drapeau des États-Unis.
- 1791 : loi Le Chapelier.
- 1792 : bataille de Boruszkowce.
- 1800 : bataille de Marengo.

### XIXesiècle
- 1807 : bataille de Friedland.
- 1830 : débarquement de Sidi-Ferruch au cours de la prise d'Alger.
- 1846 : naissance de la république de Californie.
- 1860 : annexion du comté de Nice à la France.
- 1888 : le Royaume de Sarawak devient un protectorat britannique.
- 1891 : catastrophe ferroviaire de Münchenstein, en Suisse.

### XXesiècle
- 1940 :
  - entrée de l'armée allemande à Paris, déclarée ville ouverte ;
  - opération Vado ;
  - l'URSS annexe la Lituanie.
- 1941 : Début de la déportation massive d'estoniens, de lettons et de lituaniens par l'Union soviétique.
- 1944 :
  - retour en France du Général De Gaulle ;
  - échec de l'opération Perch.
- 1949 : création de l'État du Viêt Nam.
- 1982 : fin de la guerre des Malouines.
- 1985 : 
  - signature de l'accord de Schengen.
  - début du détournement du vol TWA 847.
- 1991 : grève des femmes du 14 juin 1991 en Suisse[1].

### XXIesiècle
- 2007 : Mahmoud Abbas renvoie le gouvernement d’union nationale, dirigé par le Hamas, et proclame l’état d'urgence dans les territoires palestiniens, à la suite des violences entre le Fatah et le Hamas.
- 2013 : Hassan Rohani, considéré comme un mollah modéré, est élu président d'Iran.
- 2017 :
  - Leo Varadkar, devient le plus jeune premier ministre d'Irlande, à 38 ans.
  - Incendie de la tour Grenfell à Londres.
- 2018 : aux Îles Cook, les élections législatives voient le parti démocrate arriver en tête, mais sans majorité absolue.
- 2019 : le retrait de Pavel Filip en Moldavie y met fin à la situation de double gouvernement, à l'avantage de la première ministre Maia Sandu[2].

- 2020 : embuscade de Bouka Weré pendant la guerre du Mali.
- 2024 : en Afrique du sud, Cyril Ramaphosa (photo) est réélu président de la république[3].

## Arts, culture et religion
- 1925 : béatification de la témoin d'apparitions mariales Bernadette Soubirous.
- 1966 : par une notification de la Congrégation pour la Doctrine de la foi voulue par le pape Paul VI, l'Index librorum prohibitorum n’a plus force de loi ecclésiastique, avec les censures qui y sont attachées (mais garde sa valeur morale)[4].

## Sciences et techniques

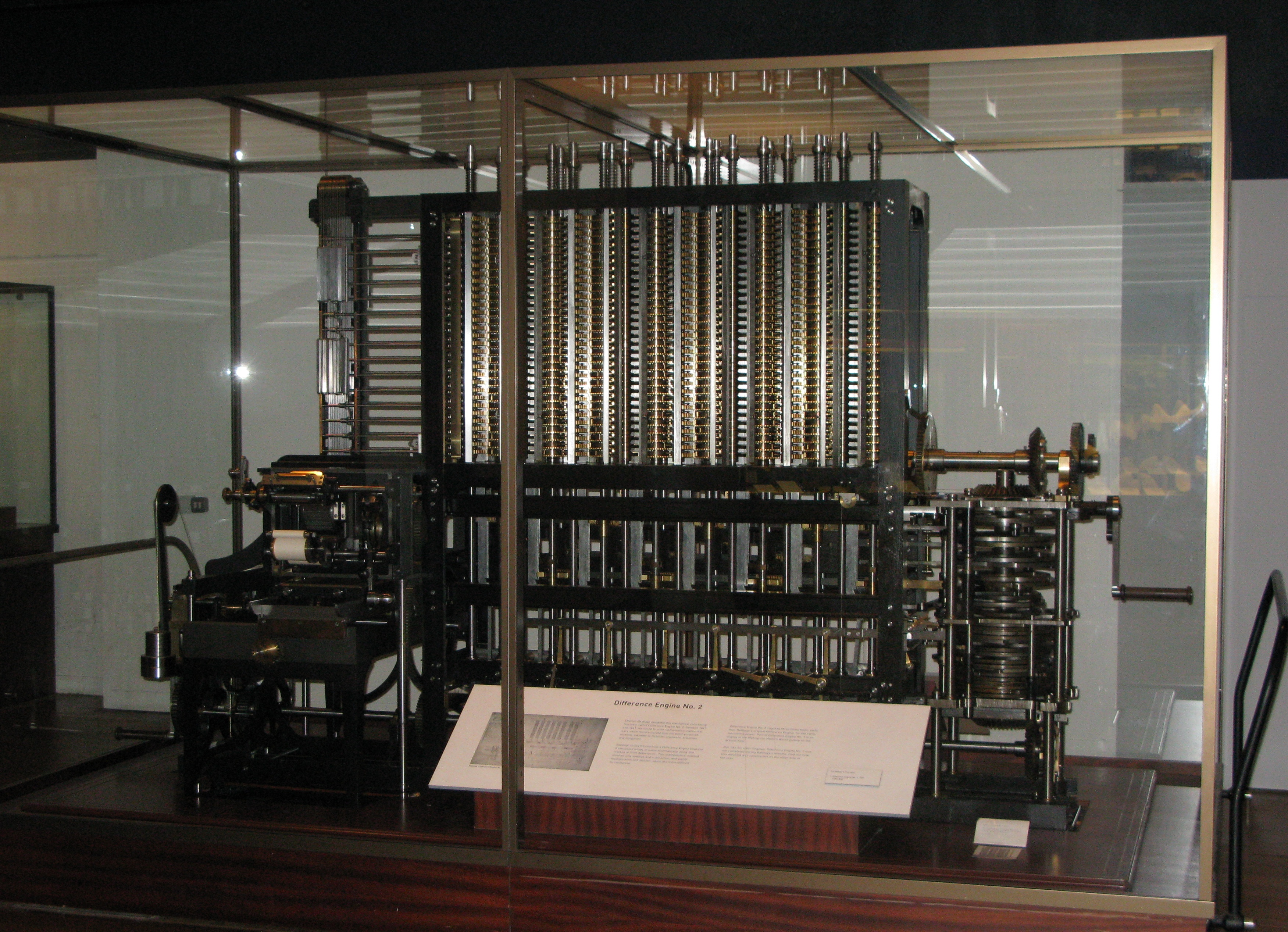
La machine à différences du "Science Museum" de Londres

- 1770 : découverte de la comète Lexell par Charles Messier.
- 1822 : Charles Babbage propose sa machine à différences (illustrée ci-contre) à la Royal Astronomical Society.
- 1834 : l'américain Isaac Fischer fait breveter le papier abrasif à base de sable.
- 1919 : Alcock et Brown décollent de Terre-Neuve, à bord d'un Vickers Vimy, et effectuent le premier vol transatlantique.
- 1951 : le premier ordinateur UNIVAC I alors assez encombrant est mis en service par le Bureau du recensement des États-Unis et la CBS et commercialisé aux États-Unis[5].
- 1962 : création du Conseil européen de recherches spatiales.
- 1963 : lancement de Vostok 5.
- 1967 : lancement de la sonde spatiale Mariner 5.
- 2013 : premier vol de l’Airbus A350 XWB, depuis l’aéroport de Toulouse-Blagnac.
- 2016 :
  - annonce qu'une nouvelle tempête de poussières se forme sur Mars.
  - Détection de la première molécule chirale dans l'espace interstellaire, l'oxyde de propylène.
- 2017 : lancement du Progress MS-06.

## Économie et société
- 1991 : jour de grève des femmes en Suisse[1].
- 2004 : le royaume gay et lesbien des Îles de la mer de Corail fait sécession avec l'Australie.
- 2008 : ouverture de l'Exposition internationale Zaragoza 2008.
- 2017 : à Londres, un incendie, dans un immeuble d'habitation, fait au moins 79 morts.
- 2019 : jour de la grève des femmes en Suisse comme en 1991 ci-avant[6].
- 2023 : en Grèce, 79 corps sont retrouvés après le naufrage d'un bateau de migrants qui transportait entre 450 et 700 personnes[7].

## Naissances

### XVIesiècle
- 1529 : Ferdinand de Tyrol, gouverneur de Bohême, archiduc d'Autriche, régent du Tyrol († 24 janvier 1595).

### XVIIIesiècle
- 1712 : Sayat-Nova, poète arménien († 22 septembre 1795).
- 1726 : Thomas Pennant, amateur d'antiquités et naturaliste britannique († 16 décembre 1798).
- 1736 : Charles Augustin de Coulomb, physicien français († 23 août 1806).
- 1799 : Jean-Baptiste Alphonse Dechauffour de Boisduval, entomologiste et botaniste français († 30 décembre 1879).

### XIXesiècle
- 1811 : Harriet Beecher Stowe, romancière américaine († 1er juillet 1896).
- 1817 : Charles-Auguste Fraikin, sculpteur statuaire néo-classique belge de l'Académie des beaux-arts de son pays, conservateur du département des sculptures du musée des beaux-arts de Bruxelles († 22 novembre 1893).
- 1832 : Nikolaus Otto, industriel allemand († 28 janvier 1891).
- 1848 : Max Erdmannsdörfer, chef d'orchestre allemand († 14 février 1905).
- 1851 : Selim Melhame, homme politique de l'Empire ottoman († 10 décembre 1937).
- 1864 : Aloïs Alzheimer, neuropsychiatre allemand († 19 décembre 1915).
- 1868 : Karl Landsteiner, biologiste autrichien, prix Nobel de physiologie ou médecine 1930 († 26 juin 1943).
- 1877 : Jane Bathori, cantatrice française († 21 janvier 1970).
- 1883 : Jean De Bast, graveur de timbres-poste belge († 24 décembre 1975).
- 1885 :
  - Percy Hobart, ingénieur militaire britannique († 19 février 1957).
  - Teresa Janina Kierocinska, carmélite polonaise, fondatrice des carmélites de l'Enfant-Jésus († 12 juillet 1946).
- 1890 : William Bertram Turrill, botaniste anglais († 15 décembre 1961).
- 1892 : Arnold Wolfers, professeur de relations internationales suisse-américain († 16 juillet 1968).
- 1894 : 
  - Jack Adams, joueur, entraîneur et gérant canadien de hockey sur glace († 1er mai 1968).
  - Marie-Adélaïde, grande-duchesse du Luxembourg de 1912 à 1919 († 24 janvier 1924).

### XXesiècle
- 1902 : Justin Pennerath, prêtre et résistant français pendant la Seconde Guerre mondiale († 25 novembre 1944).
- 1907 : René Char, poète français († 19 février 1988).
- 1909 :
  - Henri Guiter, linguiste français († 15 avril 1994).
  - Burl Ives, acteur et chanteur américain († 14 avril 1995).
  - Anne-Marie Papail, supercentenaire doyenne des Bretons décédée âgée de 111 ans et 301 jours († 11 avril 2021).
- 1912 : György Gál, un journaliste hongrois († 7 janvier 1963)
- 1914 : 
  - Gisèle Casadesus, musicienne française qui deviendra centenaire († 24 septembre 2017).
  - Georg Henrik von Wright, philosophe finlandais († 16 juin 2003).
- 1916 : Dorothy McGuire, actrice américaine († 13 septembre 2001).
- 1917 : Gilbert Prouteau, écrivain, cinéaste et athlète français († 2 août 2012).
- 1919 : 
  - James Allen Ward VC, pilote néo-zélandais († 15 septembre 1941).
  - Gene Barry, acteur et producteur américain († 9 décembre 2009).
- 1920 :
  - Jacques Datin, compositeur français († 24 août 1973).
  - Tetsuro Komai (駒井哲郎), peintre graveur et illustrateur japonais († 20 novembre 1976).
- 1922 : 
  - Louis Selim Chedid, biologiste, ancien directeur de recherche au CNRS, professeur honoraire à l'Institut Pasteur, auteur († 6 mars 2021)[8].
  - Kevin Roche, architecte irlandais († 1er mars 2019).
- 1923 : Judith Kerr, écrivaine britannique d'origine allemande († 22 mai 2019).
- 1925 : Pierre Salinger, journaliste et conseiller politique américain († 16 octobre 2004).
- 1926 : Don Newcombe, joueur de baseball américain († 19 février 2019).
- 1928 :
  - Ernesto Rafael « Che » Guevara, révolutionnaire argentin († 9 octobre 1967).
  - Nicole Drouin, Française lorraine élue Miss Saint-Tropez 1950, Miss France 1951 (la 21e), 1re dauphine de Miss Europe 1952 et 4e dauphine de Miss Monde 1952 († 5 avril 2010).
  - Carmine Pecorelli, journaliste italien († 20 mars 1979).
  - Michel Valette, auteur, chanteur, créateur du cabaret La Colombe († 14 mars 2016).
- 1929 : Cy Coleman, compositeur et pianiste américain († 18 novembre 2004).
- 1930 : 
  - Odile Versois, actrice française († 23 juin 1980).
  - Bora Kostić, footballeur serbe, champion olympique avec la Yougoslavie († 10 janvier 2011).
- 1931 : Junior Walker, musicien américain du groupe Junior Walker & the All Stars († 23 novembre 1995).
- 1932 :
  - Xavier Echevarria, prélat espagnol († 12 décembre 2016).
  - Henri Schwery, prélat suisse († 7 janvier 2021).
- 1933 : Henri d'Orléans, « comte de Paris », prétendant orléaniste au trône de France († 21 janvier 2019).
- 1936 : Jean-Louis Amiet, herpétologiste et entomologiste français († 6 juin 2023).
- 1939 : Tom Matte, joueur américain de football américain († 2 novembre 2021).
- 1941 : John Edgar Wideman, écrivain américain.
- 1945 : Rod Argent, musicien de rock britannique des groupes The Zombies et Argent.
- 1946 :
  - Robert Louis-Dreyfus, homme d'affaires franco-suisse († 4 juillet 2009).
  - Donald Trump, homme d'affaires, de médias et d’État américain, 45e et 47e président des États-Unis.
  - Ahmad Zahir (حمد ظاهر), chanteur afghan († 14 juin 1979).
- 1947 : Roger Liddle, homme politique et consultant britannique.
- 1949 :
  - Luis Ospina, réalisateur, producteur et scénariste colombien († 27 septembre 2019).
  - Papa Wemba (Jules Shungu Wembadio Pene Kikumba dit), chanteur, auteur-compositeur et acteur congolais († 24 avril 2016).
  - Alan White, musicien britannique du groupe Yes. († 26 mai 2022).
- 1951 : Alexandre Sokourov (Алекса́ндр Никола́евич Соку́ров), réalisateur soviétique, puis russe.
- 1950 : Basílio do Nascimento, prélat est-timorais, évêque de Baucau de 2004 à sa mort († 30 octobre 2021).
- 1954 : Will Patton, acteur américain.
- 1956 : Gianna Nannini, chanteuse italienne.
- 1958 : 
  - Eric Heiden, patineur de vitesse américain.
  - Yao Jingyuan, haltérophile chinois, champion olympique.
- 1959 : 
  - Marcus Miller, musicien américain.
  - Alan Thompson, céiste néo-zélandais, double champion olympique.
- 1961 :
  - Laurent Boutonnat, musicien et réalisateur français.
  - Boy George, chanteur britannique.
  - Sam Perkins, basketteur américain.
  - Oliver Kegel, kayakiste allemand, champion olympique.
- 1963 : Jean-Michel Poulet, parachutiste français.
- 1964 : Vincent Dubois, humoriste français.
- 1965 : Jean-Christian Fraiscinet, humoriste français.
- 1966 :
  - Traylor Howard, actrice américaine.
  - Isabel Richer, actrice québécoise.
- 1968 : Yasmine Bleeth, actrice américaine.
- 1969 :
  - Guiga Lyes Ben Laroussi, malfaiteur tunisien.
  - Éric Desjardins, joueur de hockey sur glace québécois.
  - Steffi Graf, joueuse de tennis allemande.
  - Jackson Richardson, handballeur français.
- 1971 : Bruce Bowen, basketteur américain.
- 1972 : Moustapha Sonko, basketteur français.
- 1973 :
  - Sami Kapanen, joueur de hockey sur glace finlandais.
  - Svetlana Ražnatović, chanteuse serbe.
  - Claudia Tagbo, comédienne et humoriste franco-ivoirienne.
- 1974 : Olivier de Benoist, humoriste français.
- 1976 : Massimo Oddo, footballeur italien.
- 1977 :
  - Stefan Rokebrand, acteur néerlandais.
  - Sullivan Stapleton, acteur australien.
  - Joe Worsley, joueur de rugby anglais.
- 1978 : Steve Bégin, joueur de hockey sur glace québécois.
- 1979 : Paradorn Srichaphan (ภราดร ศรีชาพันธุ์), joueur de tennis thaïlandais.
- 1981 : Guillaume Meurice, humoriste et chroniqueur français.
- 1982 :
  - Lang Lang (郎朗), musicien chinois.
  - Lawrence Saint-Victor, acteur américain.
- 1983 :
  - Louis Garrel, acteur français.
  - Fabien Patanchon, cycliste sur route français.
- 1984 : Dawn Harper, athlète de haies américaine.
- 1985 : 
  - Stefhon Hannah, basketteur américain.
  - Jérôme Niel, humoriste français
- 1987 : Andrew Cogliano, joueur de hockey sur glace canadien.
- 1988 : Seif Bennia, oudiste et compositeur tunisien.
- 1989 : Lucy Hale, actrice américaine.
- 1990 : Bian Yuqian, joueuse chinoise de volleyball.
- 1991 : Diandra Tchatchouang, basketteuse française.
- 1992 :
  - Daryl Sabara, acteur américain.
  - Devante Smith-Pelly, joueur de hockey sur glace canadien.
- 1994 : Romain Habran, footballeur français.
  - Moon Taeil, chanteur sud-coréen du groupe NCT.
- 1998 : Emily Siobhan Muteti, nageuse kényane.
- 1999 :
  - Fatima Mokhtari, gymnaste artistique algérienne.
  - Chou Tzuyu, chanteuse taïwanaise du groupe sud-coréen Twice.
- 2000 : Maxime Margely, kayakiste français.

## Décès

### XIIesiècle
- 1161 : Song Qinzong (宋欽宗), 9e empereur de Chine (° 23 mai 1100).

### XVIesiècle
- 1544 : Antoine de Lorraine, duc de Lorraine et de Bar (° 4 juin 1489).

### XVIIesiècle
- 1636 : Jean de Saint-Bonnet, maréchal de Toiras (° 1er mars 1585).
- 1646 : Jean Armand de Maillé-Brézé, pair de France et grand-maître de la navigation (° 18 octobre 1619).
- 1674 : Marin Le Roy de Gomberville, poète et écrivain français (° 1600).

### XVIIIesiècle
- 1800 :
  - Louis Charles Antoine Desaix, militaire français (° 17 août 1768).
  - Jean-Baptiste Kléber, militaire français (° 9 mars 1753).

### XIXesiècle
- 1801 : Benedict Arnold, général américain (° 14 janvier 1741).
- 1836 : Joséphine de Gallemant, artiste peintre française (° vers 1788)
- 1886 : 
  - Jules Hoüel, mathématicien français (° 7 avril 1823).
  - Jacob Wrey Mould, architecte américain (° 7 août 1825).
  - Alexandre Ostrovski, dramaturge russe (° 12 avril 1823).

### XXesiècle
- 1903 : Karl Gegenbaur, anatomiste allemand (° 21 août 1826).
- 1908 : Frederick Stanley, homme politique britannique, 6e gouverneur général du Canada (° 15 janvier 1841).
- 1909 : Witold Wojtkiewicz, peintre polonais (° 29 décembre 1879).
- 1920 : Max Weber, sociologue allemand (° 21 avril 1864).
- 1927 : Jerome K. Jerome, écrivain anglais (° 2 mai 1859).
- 1928 : Emmeline Pankhurst, militante féministe britannique (° 14 juillet 1858)[9].
- 1936 : Gilbert Keith Chesterton, écrivain britannique (° 29 mai 1874).
- 1945 : Dinah Lauterman, musicienne, artiste et sculptrice canadienne (° 6 août 1899).
- 1946 : 
  - John Logie Baird, ingénieur et inventeur écossais, pionnier de la télévision (° 13 août 1888).
  - Federigo Enriques, mathématicien italien (° 5 janvier 1871).
- 1957 : Émile Abry, proviseur français (° 14 septembre 1880).
- 1968 : 
  - Salvatore Quasimodo, écrivain italien, prix Nobel de littérature en 1959 (° 20 août 1901).
  - Rirette Maîtrejean (née Anna Henriette Estorges), anarchiste (° 14 août 1887).
- 1969 : Wynonie Harris, chanteur américain (° 24 août 1915).
- 1970 : 
  - Roman Ingarden, philosophe polonais (° 5 février 1893).
  - Bachisio Raimondo Motzo, historien et philologue italien (° 6 mars 1883).
- 1977 : Robert Middleton, acteur américain (° 13 mai 1911).
- 1979 : Ahmad Zahir (حمد ظاهر), chanteur afghan (° 14 juin 1946).
- 1980 : Charles Miller (en), musicien américain du groupe War (° 2 juillet 1939).
- 1986 :
  - Jorge Luis Borges, écrivain argentin (° 24 août 1899).
  - Alan Jay Lerner, parolier américain (° 31 août 1918).
- 1988 : Victor-Henry Debidour, helléniste et écrivain français (° 28 janvier 1911).
- 1989 : Joseph-Albert Malula, prélat congolais (° 17 mai 1917).
- 1990 : Erna Berger, soprano allemande (° 19 octobre 1900).
- 1991 :
  - Peggy Ashcroft, comédienne britannique (° 22 décembre 1907).
  - Bernard Miles, comédien britannique (° 27 septembre 1907).
- 1993 : 
  - Étienne Borne, philosophe français (° 22 janvier 1907).
  - Louis Jacquinot, homme politique français (° 16 septembre 1898).
- 1994 :
  - Henry Mancini, compositeur américain (° 16 avril 1924).
  - Marcel Mouloudji, chanteur français (° 16 septembre 1922).
- 1995 :
  - Rory Gallagher, musicien irlandais (° 2 mars 1948).
  - « El Estudiante » (Luis Gómez Calleja dit), matador espagnol (° 19 février 1911).
  - Sony Labou Tansi, écrivain congolais (° 5 juillet 1947).
  - Roger Zelazny, romancier américain (° 13 mai 1937).
- 1996 : Gesualdo Bufalino, écrivain italien (° 15 novembre 1920).
- 1997 :
  - Pierre Grappin, linguiste et professeur d'université allemand (° 31 mai 1915).
  - Richard Jaeckel, acteur américain (° 10 octobre 1926).
- 1998 : Ginette Mathiot, gastronome française (° 23 mai 1907).
- 1999 :
  - Louis Diamond, pédiatre et hématologue américain (° 11 mai 1902).
  - Bernie Faloney (en), joueur de football américain dans la LCF (° 15 juin 1932).
  - Anna McCune Harper, joueuse de tennis américaine (° 2 juillet 1902).
- 2000 :
  - Merrill Moore, chanteur, pianiste et compositeur américain (° 26 septembre 1923).
  - Robert Trent Jones, architecte de terrain de golf américain (° 20 juin 1906).
  - Elsie Widdowson, nutritionniste britannique (° 21 octobre 1906).

### XXIesiècle
- 2001 : Oleg Fedoseyev, athlète de sauts soviétique puis russe (° 4 juin 1936).
- 2002 :
  - Albert Band, producteur, réalisateur et scénariste italien puis américain (° 7 mai 1924).
  - Rino Benedetti, cycliste sur route italien (° 18 novembre 1928).
  - Jacques Briard, préhistorien et archéologue français, homme de radio et de télévision français (° 1933).
  - Lily Carlstedt, athlète de lancers de javelot danoise (° 5 mars 1926).
  - Jacques Rouland, homme de radio et de télévision français (° 13 novembre 1930).
- 2004 : Ulrich Inderbinen, alpiniste suisse (° 3 décembre 1900).
- 2005 :
  - Carlo Maria Giulini, chef d'orchestre italien (° 9 mai 1914).
  - Mimi Parent, peintre canadien (° 8 septembre 1924).
- 2006 : 
  - Jean Roba (dit Roba), auteur de bandes dessinées belge (° 28 juillet 1930).
  - Angelina Acuña, poétesse guatémaltèque (° 31 janvier 1905).
- 2007 :
  - Marcel-Jacques Dubois, homme d'Église français (° 23 mars 1920).
  - Robin Olds, pilote de l'armée de l'air américain (° 14 juillet 1922).
  - François Silvant, humoriste suisse (° 15 octobre 1949).
  - Jacques Simonet, homme politique belge (° 21 décembre 1963).
  - Kurt Waldheim, homme politique autrichien, chef d'État de 1986 à 1992 et secrétaire général des Nations unies de 1972 à 1981 (° 21 décembre 1918).
- 2008 : Esbjörn Svensson, musicien de jazz suédois (° 16 avril 1964).
- 2009 :
  - Bob Bogle (en), musicien américain du groupe The Ventures (° 16 janvier 1934).
  - Joseph Klifa, homme politique français (° 21 juillet 1931).
  - Yves-Marie Maurin, acteur français (° 19 avril 1944).
  - Hal Woodeshick, joueur de baseball américain (° 24 août 1932).
- 2011 : Asad Ali Khan, musicien indien (° 1937).
- 2012 :
  - Frans Dignef, footballeur belge (° 30 juin 1936).
  - Raoul Mille, écrivain français (° 1941).
  - Erik Rhodes, acteur américain (° 8 février 1982).
  - Giacinto Santambrogio, cycliste sur route italien (° 25 avril 1945).
- 2013 :
  - Cheb Akil, chanteur et compositeur de raï algérien (° 27 juin 1974).
  - Bertrand Lambert, pilote de char à voile (° 1er mai 1955).
  - Gene Mako, joueur de tennis américain (° 24 janvier 1916).
- 2014 :
  - Isabelle Collin Dufresne, artiste franco-américaine (° 6 septembre 1935).
  - Steve London, acteur de cinéma et de télévision américain (° 9 mars 1929).
- 2016 :
  - Ann Morgan Guilbert, actrice américaine (° 16 octobre 1928).
  - Gilles Lamontagne, militaire, homme d'affaires et homme politique québécois (° 17 avril 1919).
- 2017 : Hervé Ghesquière, journaliste français de télévision un temps otage au Moyen-Orient (° 5 février 1963).
- 2021 :
  - Lisa Banes, actrice américaine (° 9 juillet 1955).
  - Gunnar Birgisson, ingénieur civil et homme politique islandais (° 30 septembre 1947).
  - Enrique Bolaños Geyer, homme d'État nicaraguayen (° 13 mai 1928).
  - Manuel Clavero Arévalo, homme politique espagnol (° 25 avril 1926).
  - Luce Douady, grimpeuse française, championne du monde cadette de bloc puis médaillée de bronze aux championnats d'Europe senior d'escalade, grand espoir en cette discipline morte accidentellement de sa passion (° 17 novembre 2003).
  - Schang Hutter, sculpteur suisse (° 11 août 1934).
  - Markis Kido, joueur de badminton indonésien (° 11 août 1984).
  - Jean-Baptiste Libouban, syndicaliste français, responsable de la Communautés de l'Arche de 1990 à 2005 (° 24 février 1935).
  - Sushant Singh Rajput, acteur, danseur, entrepreneur et philanthrope indien (° 21 janvier 1986).
- 2022 : 
  - Joel Whitburn, auteur, historien de la musique et collectionneur américain (° 29 novembre 1939).
  - Davie Wilson, footballeur international écossais (° 10 janvier 1939).
  - Avraham Yehoshua, écrivain israélien (° 19 décembre 1936).
- 2023 :
  - Peter Beighton, médecin interniste et médecin généticien sud-africain (° 28 juin 1934).
  - Charles L. Blockson, universitaire, historien et essayiste américain (° 16 décembre 1933).
  - Henri Boulad, prêtre jésuite de rite melkite et écrivain égyptien (° 21 août 1931).
  - Joaquín Espert, homme politique espagnol (° 11 septembre 1938).
  - John Hollins, footballeur anglais (° 16 juillet 1946).
  - Roman Jackiw, physicien théoricien américain d'origine polonaise (° 8 novembre 1939).
  - Edgar Kesteloot, scientifique et homme de télévision belge (° 5 août 1922).
  - K. R. Parthasarathy, mathématicien indien (° 25 juin 1936).
  - Vladimir Shmelev, pentathlonien soviétique puis russe (° 31 août 1946).
  - Nikolay Sviridov, athlète de fond soviétique puis russe (° 6 juin 1938).
  - Kurt Wünsche, juriste et homme politique est-allemand puis allemand (° 14 décembre 1929).
- 2024 :
  - Pierre Samot, homme politique français (° 21 août 1934).
  - Louis Thannberger, banquier d'affaires français (° 25 mars 1937).

## Célébrations

### Internationales
- Organisation mondiale de la santé (OMS) : journée mondiale du donneur de sang organisée par l'OMS, souvent intégrée à une semaine de sensibilisation et dons également y consacrée tout entière et commémorant la naissance en 1868 ci-avant du professeur prix Nobel Karl Landsteiner, biologiste auquel on doit le premier système de classement des groupes sanguins puis la co-découverte du facteur rhésus[10].
- Calendrier berbère (Kabylie d'Algérie, Maroc, Numidie, Touaregs etc. des Maghreb, Sahara et leurs diasporas) : mois de yunyu(z) ( / younyou(z) etc.), début de l'été (iwilen / anebdu), jusque vers le 13 juillet / yulyu.

### Nationales
- États-Unis : jour du drapeau commémorant l'adoption du drapeau des États-Unis lors d'un second congrès continental en 1777 (ci-avant).
- France (Union européenne à zone euro) : journée nationale contre les maladies orphelines[11].
- Géorgie du Sud-et-les îles Sandwich du Sud, Îles Malouines et Royaume-Uni : fête de la libération[12],[13].
- Malawi (Union africaine) : freedom day / « fête de la liberté »[14].

### Religieuses
Christianisme orthodoxe : mémoire du prophète biblique de l'Ancien Testament Élisée, avec lecture de IV Rg. 13, 12-21 (précédé de IV Rg. 2, 19(-22) dans LG), Héb. 11, 32(-40) et Lc 4, 25-41 (25-30 dans LG), avec Syrie(n) pour mot(s) commun(s), dans le lectionnaire de Jérusalem, et avec station (dans LG) à Saint-Jean l’Ancien.

### Saints des Églises chrétiennes

#### Saints catholiques et orthodoxes du jour
Référencés ci-après in fine, :
- Anastase, Félix de Alcalá et Digne († 853), martyrs à Cordoue en Andalousie.
- Cyrille de Gortyne († vers 303), évêque de Gortyne en Crète, martyr sous Dioclétien et Maximien.
- Dogmaël († 505), moine de la famille Cunedda, évêque de Pembroke dans le pays de Galles puis évêque du Trégor en Bretagne.
- Élisée (IXe siècle av. J.-C.), fils de Schaphath, prophète de l'Ancien Testament, disciple et successeur d'Élie.
- Éthère de Vienne (VIIe siècle), 28e évêque de Vienne en Dauphiné, successeur de saint Domnole.
- Euspice († vers 510 ou 515), prêtre, protégé de Clovis, fondateur de l'abbaye Saint-Mesmin de Micy (Miciacum) dans l'Orléanais français actuel.
- Fortunat de Naples (IVe siècle), évêque.
- Gervold de Fontenelle († v. 807), abbé puis évêque d'Evreux.
- Méthode Ier de Constantinople († 847), patriarche.
- Prote (IVe siècle), martyr.
- Valère, Rufin, Marc et leurs compagnons († 287), martyrs en Afrique.

#### Saints et bienheureux catholiquesà part entièredu jour?
Outre les saints œcuméniques voire pré-schismatiques ci-avant ...
- Castora Gabrielli († 1391), bienheureuse Tertiaire franciscaine italienne.
- Cosma Spessotto († 1980), bienheureux prêtre italien martyr.
- Nhá Chica († 1895), bienheureuse laïque brésilienne.
- Lidwine de Schiedam († 1433), laïque hollandaise et mystique.
- Richard de Saint-Vanne († 1046), bienheureux moine bénédictin.

#### Saint orthodoxe
- Justin Popović († 1979), archimandrite du monastère de Celje en Serbie et grand théologien orthodoxe du XXe siècle[16], aux dates éventuellement "juliennes" / orientales.
- Mtislav († 1180), prince russe.
- Niphon († 1411), moine.

### Prénoms du jour
Bonne fête aux Élisée et ses variantes : Éliséo (masculine), Éliséa (féminine), Élicha / Élisha (hébraïque masculine, utilisée aussi au féminin).
Et aussi aux :
- Dogmael et ses variantes autant bretonnes : Dogmaela, Dogmeel, Toll, etc. ;
- aux Kléber,
- Rufin.

## Traditions et superstitions

### Dictons
- « À saint-Rufin, cerises à pleines mains. »[17]
- « À saint-Rufin, cerises à plein jardin. »[18]

### Astrologie
Signe du zodiaque : 24e jour du signe astrologique des Gémeaux.

## Toponymie
Les noms de plusieurs voies, places, sites ou édifices de pays ou régions francophones contiennent cette date sous diverses graphies : voir Quatorze-Juin .